# Đại học Bách khoa Hồng Kông

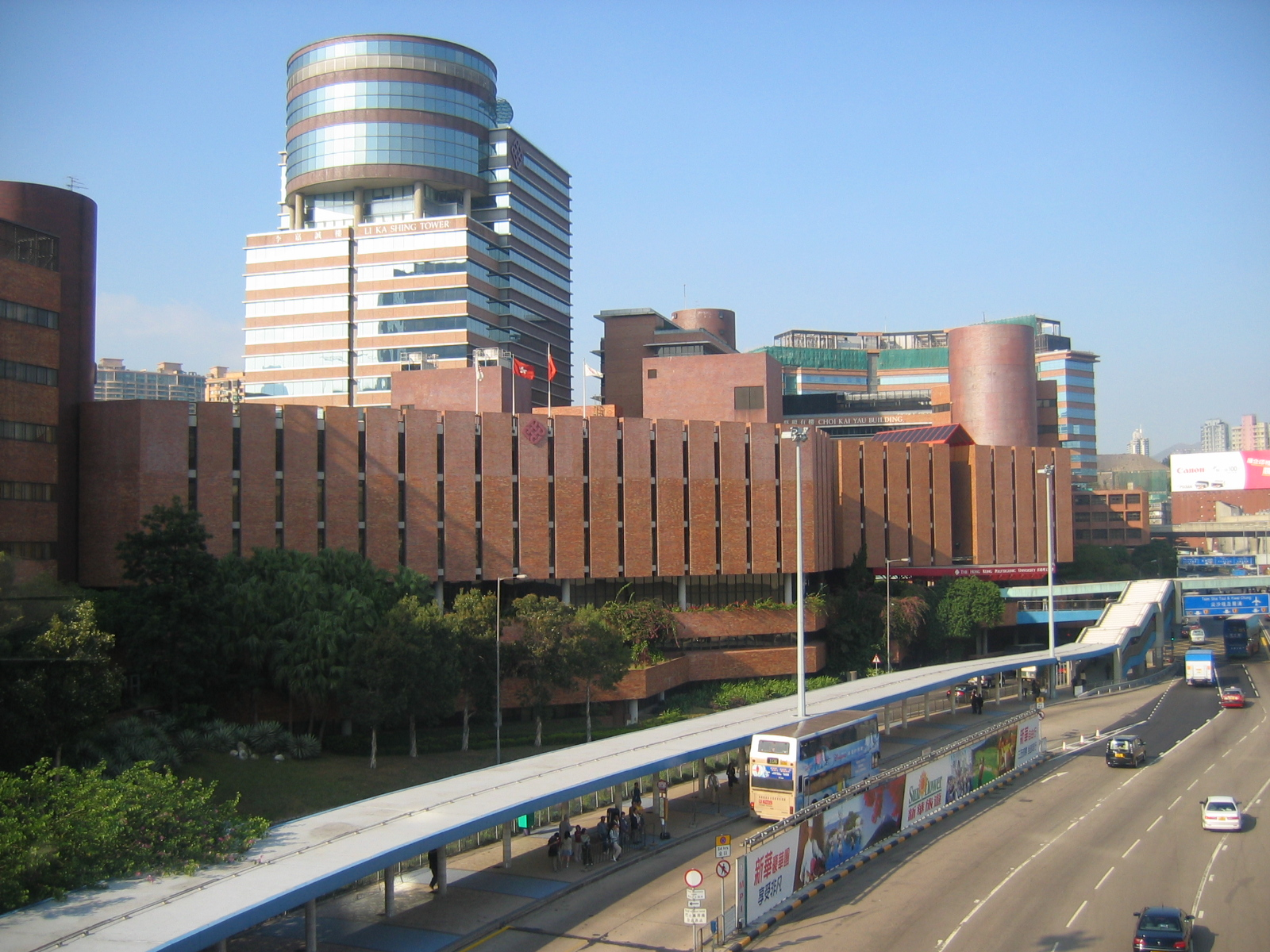
Khuôn viên Đại học Bách khoa Hồng Kông, nhìn từ đường Hong Chong.

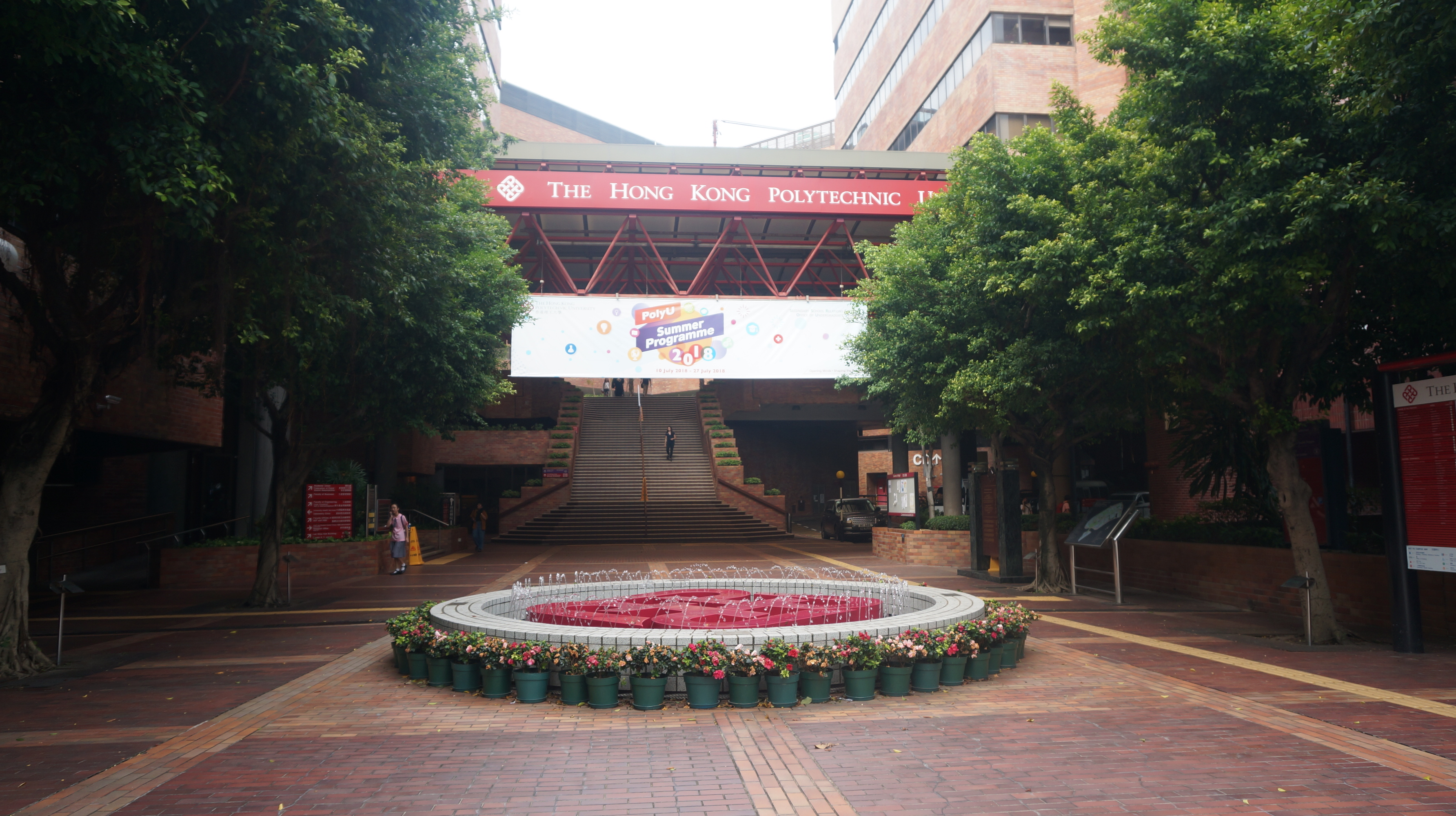
Cổng vào đường Cheong Wan

Đại học Bách khoa Hồng Kông (viết tắt tiếng Anh: PolyU) là một trường đại học nghiên cứu công lập tọa lạc tại Hồng Khám, Hồng Kông. Lịch sử của PolyU có thể được bắt nguồn từ năm 1937. Nó đã trở thành một trường đại học được công nhận hoàn toàn vào năm 1994 và là một trong những tổ chức đại học cấp bằng được chính phủ tài trợ.
PolyU bao gồm 8 cơ sở và trường học, cung cấp các chương trình bao gồm khoa học ứng dụng, kinh doanh, xây dựng, môi trường, kỹ thuật, khoa học xã hội, y tế, nhân văn, thiết kế, quản lí khách sạn và du lịch.
Trường cung cấp 220 chương trình học sau đại học, đại học và dưới đại học cho hơn 32.000 sinh viên mỗi năm. Đây là tổ chức đại học lớn nhất do UGC tài trợ về số lượng sinh viên. Tính đến năm 2019, trường đại học này đứng thứ 19 ở châu Á theo THE, thứ 8 trong các trường đại học trẻ và thứ 91 quốc tế bởi QS.

## Lịch sử
Trường Thương mại Chính phủ được thành lập vào năm 1937. Tọa lạc tại Wood Road, Wan Chai, trường là tổ chức kỹ thuật sau trung học được tài trợ công khai đầu tiên tại Hồng Kông. Sau Thế chiến II, trường trở thành trường cao đẳng kỹ thuật Hồng Kông và mở cơ sở mới tại Hung Hom vào năm 1957.
Năm 1972, trường Bách khoa Hồng Kông chính thức được thành lập. Nhiệm vụ của nó là cung cấp giáo dục định hướng chuyên nghiệp để đáp ứng nhu cầu về lao động có trình độ. Nó đã được sự chấp thuận của Ủy ban Tài trợ Đại học và Bách khoa (UGC) để tự công nhận các chương trình cấp bằng vào ngày 25 tháng 11 năm 1994, được cấp tư cách đại học đầy đủ và đổi tên thành Đại học Bách khoa Hồng Kông.

### Cuộc biểu tình chống luật dẫn độ 2019
Vào tháng 11 năm 2019, trường đại học này đã bị người biểu tình Hồng Kông chiếm đóng, với 3 ngày chống lại Cảnh sát Hồng Kông và không bên nào chiếm ưu thế. Vào ngày 16 tháng 11, cảnh sát đã cố gắng di chuyển vào nhưng không thành công do tắc đường và bị sinh viên ném các chai xăng dễ cháy vào xe của họ. Rạng sáng ngày 17/11, lực lượng Cảnh sát đã tiếp tục cuộc tấn công.